# Лазарев, Яков Аркадьевич
Я́ков Арка́дьевич Ла́зарев (1912 (или 1903) — 1990) — советский дипломат. Чрезвычайный и полномочный посол.

## Биография
Окончил Московский городской педагогический институт в 1941 году и Высшую дипломатическую школу МИД СССР в 1946 году. На дипломатической работе с 1946 года.
- В 1946—1947 годах — сотрудник Посольства СССР в Турции.
- В 1947 году — сотрудник центрального аппарата МИД СССР.
- В 1947—1948 годах — сотрудник Генерального консульства СССР в Стамбуле.
- В 1948—1949 годах — сотрудник Посольства СССР в Турции.
- В 1949—1952 годах — сотрудник Генерального консульства СССР в Стамбуле.
- В 1952—1955 годах — сотрудник центрального аппарата МИД СССР.
- В 1955—1957 годах — сотрудник Посольства СССР в Демократической Республике Вьетнам.
- В 1957—1959 годах — на ответственной работе в центральном аппарате МИД СССР.
- В 1959—1962 годах — советник Посольства СССР в Ливане.
- В 1962—1967 годах — на ответственной работе в III Африканском отделе МИД СССР.
- С 9 сентября 1967 по 29 марта 1974 года — чрезвычайный и полномочный посол СССР в Верхней Вольте[2].
- В 1974—1978 годах — на ответственной работе в I Африканском отделе МИД СССР.

С 1978 года — в отставке.

## Награды
- Орден Отечественной войны II степени (6 апреля 1985)[3]
- Орден Трудового Красного Знамени (22 октября 1971)[4]
- Орден «Знак Почёта» (31 декабря 1966)
- Медаль «За победу над Германией в Великой Отечественной войне 1941—1945 гг.» (1945)[5]